# アルコーン (グノーシス主義)
アルコーン（ギリシア語：Αρχων）とは、グノーシス主義における低位な神的存在の名称であり、「偽の神」のことである。この名称は、古代ギリシアのポリスにおける最高執政官の称号と同じで、「世俗的権力者」という意味が込められていると考えられている。

## 概説
グノーシス主義においては、アルコーンは低次霊的存在で、地上の支配者である。アルコーンに対比されて、超越的天上界に位置する諸アイオーンが存在する。アイオーンはグノーシス主義における「真の神」であるが、グノーシス主義では、通常、「神」（ギリシア語：theos、ラテン語：deus）とは呼ばない。「真の神」とは、あくまで「偽の神＝アルコーン」と対比するときに使われるだけで、グノーシス主義外部からの形容だとも言える。

### 西方グノーシス主義
アルコーンは非常に多数が存在すると考えられて来たが、そのなかでも「第一のアルコーン」が存在するとされる。第一のアルコーンは、グノーシス主義における「この世の創造者」すなわちデミウルゴスのことで、彼より諸々のアルコーンが派生したともされる。
また第一のアルコーンは、西方グノーシス主義では、「この世」と「人間」を創造した者で、彼は傲慢で低劣な存在であった為、彼が創造した世界も人間も不完全なものであり、それ故、物質の世界であり、崩れ、壊れ、人間には死の運命が定められた。この世の「悪」の原因は、人間の低劣さと傲慢さにある。
第一のアルコーンはヤルダバオートとも呼ばれ、獅子の姿をして、高次霊であるアイオーンと同様に両性具有であった。ウァレンティノス派の神話では、プレーローマの最低次アイオーンであるソピアーから生まれたとされる（ソピアー神話）。

### 東方グノーシス主義
東方グノーシス主義では、アルコーンは「暗闇の王国」に属する霊的存在である。暗闇の王国へ閉じ込め、封じたのは人間である。「この世」と「人間」の起源については別の神話が存在する。